# Llargues
El joc a ratlles, o simplement llargues, és una modalitat de pilota valenciana a l'aire jugada en el carrer i on es permet només un bot. Es disputa entre equips de tres, quatre o cinc pilotaires. Per a aconseguir un tanto cal assolir que la pilota bote més enllà d'una línia coneguda com de la falta (situada entorn de cinquanta o seixanta metres de la del servei) o que supere una línia posterior coneguda com del quinze situada a una distància aproximada de 80 metres.
Aquesta modalitat no compta amb jugadors professionals i és molt practicada en les comarques de la província d'Alacant, sobretot a la Marina Alta, Baixa, l'Alacantí, l'Alcoià i el Comtat.

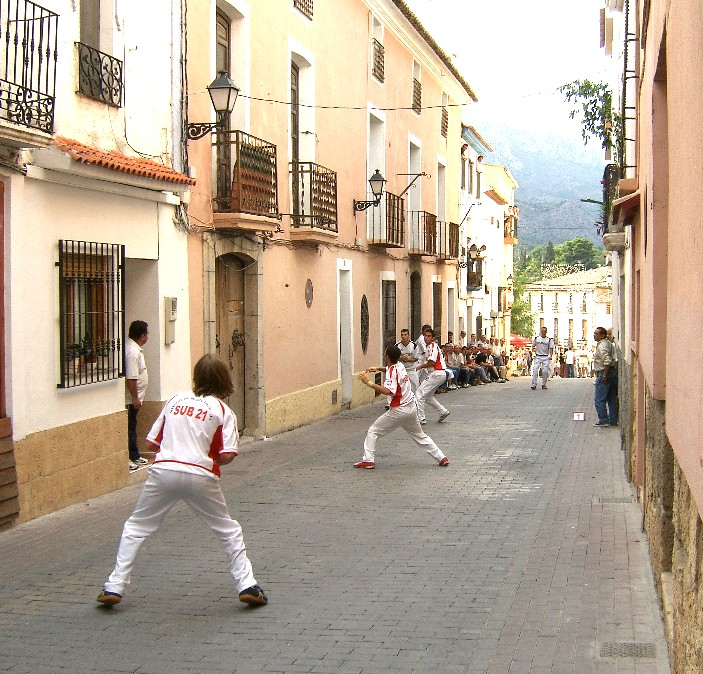
Partida de Llargues als carrers de Polop

## Canxa

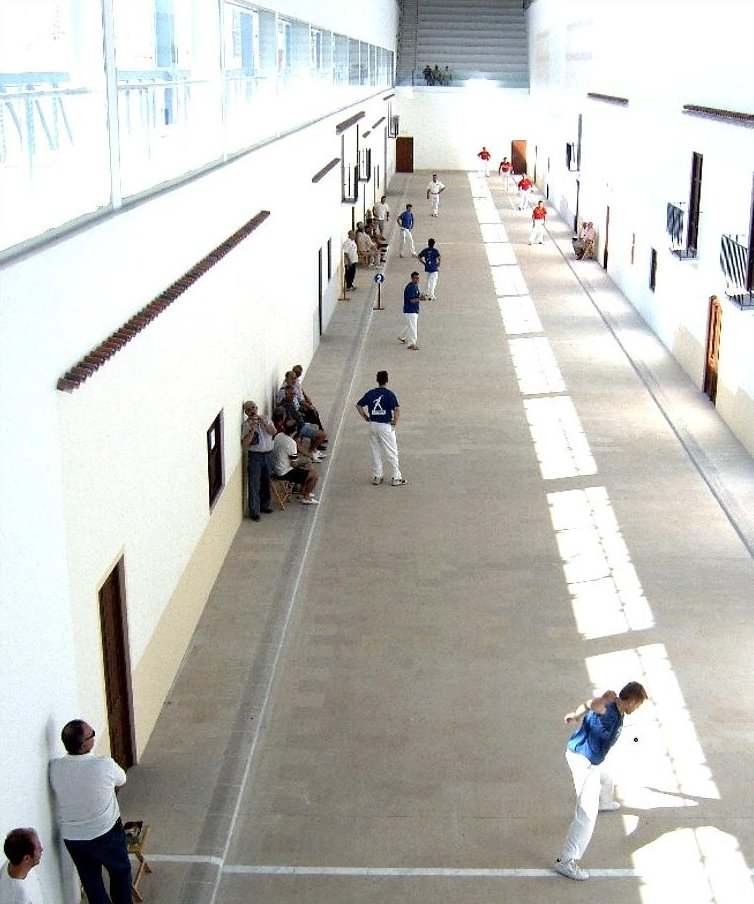
El banca trau i comença el quinze

Per a jugar a llargues cal escollir un carrer pla, recte, llarg i ample, d'unes 70 o 75 passes. Si el carrer fa costera la part de baix serà la del rest, i si un extrem del carrer és més estret que l'altre la part més ampla és per al rest.
Es delimita el carrer amb dues ratlles: la de la banca i la del rest, així mateix hi ha una tercera ratlla que senyala el punt que ha de passar la pilota en la treta, és la ratlla de falta, a unes 40 passes del rest. En cas de jugar equips de qualitat diferent el més fort pot donar unes passes, açò és, que la ratlla de la banca de l'equip més fluix estiga un poc més avançada per a compensar la potència de la treta.
El públic es pot asseure en ambdues voreres i en els extrems del carrer.
Antigament es jugava a llargues també als trinquets, i hui en dia encara es fa al trinquet de l'Abdet, en una modalitat específica, la pilota grossa.

## Pilota

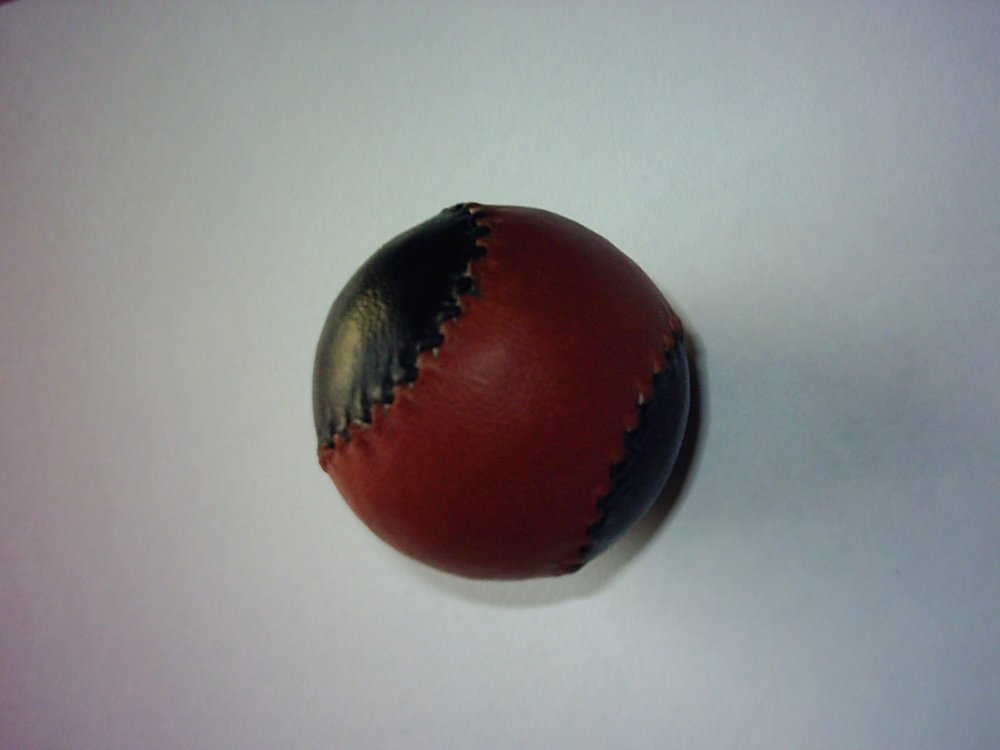
Pilota de badana

S'hi juga amb pilota de badana. Atès que s'hi juga al carrer, és fàcil perdre la pilota o que s'encale en un balcó o terrat, però com que les pilotes de badana són molt barates això no és cap problema. A més, els carrers són plens d'irregularitats que causen efectes estranys en el bot de la pilota, sorpreses que són esmorteïdes per la mateixa pilota de badana, de cop més suau i, per tant, més amotllable. Un altre motiu per utilitzar pilotes de badana és la seua menor duresa i velocitat, que les fan més adients per als jugadors aficionats.
Les pilotes de badana estan formades per una cobertura de pell assaonada d'anyell o d'ovella (per això el nom de "badana"), i farcides de draps.
Artesans:
- El pájaro d'Orba (Retirat)
- Bolulla (Retirat)
- Campello pilotes de badana mes fortes que la majoria (Retirat)
- Rojelio de la Vall de Gallinera (retirat)

## Regles
En una partida de llargues dos equips, formats per 4 o 5, jugadors cadascun competeixen per arribar a una puntuació determinada, 10 tantos normalment, tot i que antigament es jugava a pujar i baixar, modalitat de puntuació en què es restava puntuació a l'equip rival, i s'havia de guanyar per una diferència de tantos establerta.
Els equips vesteixen samarretes de color roig i blau, essent el roig el color de l'equip favorit en les apostes o suposadament més fort.
Els jugadors reben un nom depenent de la posició en el carrer que ocupen:
- La banca és l'encarregat de fer la treta en cada quinze.
- El rest és que respon a la banca, tots dos ocupen els extrems oposats el carrer i són els pilotaris més forts.
- El mitger se situa a mitjan camp seu, ha d'allunyar la pilota tant com siga.
- El punter està just davant de l'equip rival, o passades les seues files, ha d'aturar la pilota o enviar-la als racons que els jugadors rivals no protegisquen.
- El  Feridor Esta posicio es sols a la modalitat de "Perxa" La seua feina es tirar la pilota al dau per complicar el joc el màxim possible als jugadors contraris.

Cada tanto consisteix en quatre quinzes: 15, 30, val i joc. Qui guanya el joc s'apunta el tanto. Si hi ha empat a 15 s'anomena a quinzens, si hi ha empat a 30 se'n diu a dos. Per guanyar el joc l'equip rival ha d'estar a 30 com a màxim, de manera que si els equips empaten a val tots dos passen a estar a dos.

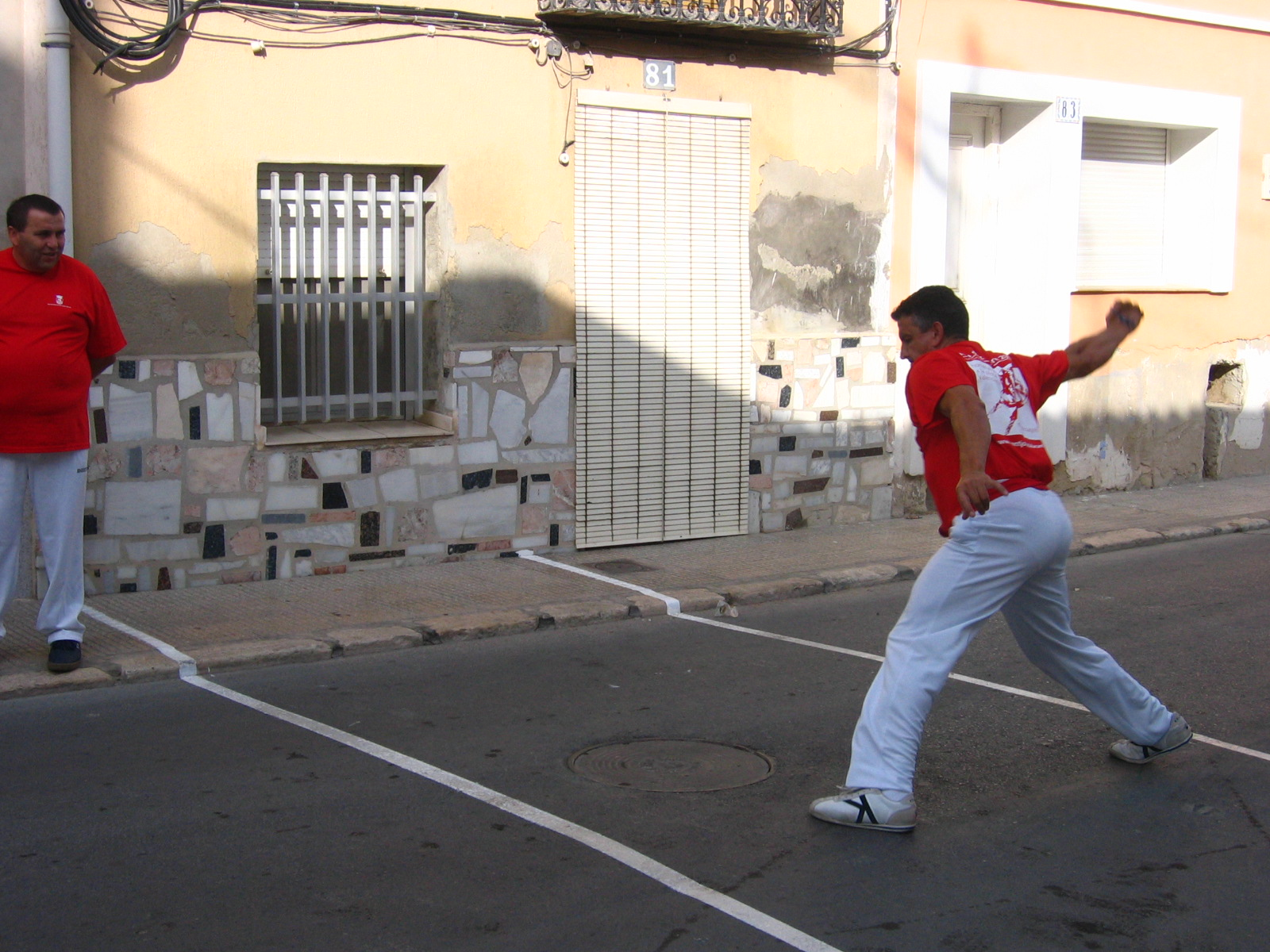
La banca trau: Màlia fent la treta de "bragueta".

Cada quinze comença quan la banca fa la treta: sense passar la ratlla de la banca el pilotari es llença la pilota a si mateix i, sense que bote, la colpeja per enviar-la el més lluny possible. Actualment la treta es fa de bragueta, però també n'hi ha de palma, i antigament es feia amb un rebot en paret esquerra o en un tamborí. Si la pilota passa la ratlla de falta sense pegar en terra llavors és bona i l'equip rival ha de respondre tornant-la o parant-la.
En les llargues s'ha de colpejar la pilota amb la mà a l'aire o al primer bot per tal d'enviar-la al camp contrari o per sobre la ratlla que limita el seu camp. Així mateix, també es pot parar la pilota (després del segon bot) amb qualsevol part del cos per evitar que avance en camp propi, llavors es marca una ratlla.
El tret distintiu de les llargues són les ratlles, els senyals que marquen el lloc on s'ha parat la pilota en cada quinze, si bé el nom ve d'una suposada línia dibuixada en terra, el que s'utilitzen són unes telles amb els números 1 i 2 que es col·loquen en una vorera del carrer a l'altura del lloc on s'ha aturat la pilota.
La pilota pot quedar parada perquè un jugador l'ha aturada, o perquè s'ha aturat on és el públic (en ambdós casos la ratlla se senyala on ha succeït). En cas que la pilota s'encale en un balcó o teulada serà quinze perdut del llançador.
Quan un equip ha aconseguit dos ratlles es canvien el camp i tractaran de guanyar aqueixes ratlles i aconseguir els quinzes. També els equips hauran de canviar el camp quan la banca estiga a val, encara que només tinga una ratlla.
En el traure, l'equip que ha fet dos ratlles com a rest ha d'intentar guanyar-les. Aqueixes ratlles són ara la falta. Així, com que més avant haja fet la ratlla, més camp tindrà el rival per defensar quan hagen canviat el camp, i això vol dir que hauran més espais entre els jugadors defensors i serà més fàcil que la pilota pegue dos bots.
A més, altres maneres de guanyar el quinze són:
- Si l'equip del rest envia la pilota passant la ratlla de la banca, o l'equip del banca la ratlla del rest.

O per falta del rival:
- Si la pilota dona dos bots.
- Si un jugador la toca dos voltes.
- Si un jugador d'un equip la toca immediatament després d'haver-la tocat un membre del seu mateix equip.
- Si la treta de la banca no passa la ratlla de falta.

### A palma
A palma és una modalitat de les Llargues que només es diferencia en la manera de treure. Atesa la carència de "banques" fortes i competitives, el traure es fa a palma, que equival a un cop a la pilota amb la palma de la mà i amb el braç totalment estès, sense doblar el colze. D'aquesta manera, el factor banca perd la seua qualitat i els equips s'igualen.

### Perxa
La Perxa té la mateixa reglamentació que la modalitat a Llargues exceptuant la treta. El traure es farà des d'una ratlla marcada (la de falta) a un dau pintat, i sobre una corda (la Perxa o palico, a l'estil de la Galotxa). A partir de la treta (a volea o al bot), les normes són les del joc a ratlles.

## Pilotaires destacats

### En actiu
- David de Petrer, membre de la Selecció Valenciana de Pilota del 2000, 2004, 2006 i 2007.
- Jan de Murla, membre de la Selecció Valenciana de Pilota del 2000, 2004 i 2007.
- Màlia I de La Vall de Laguar, membre de la Selecció Valenciana de Pilota del 2002 i 2004.
- Martines del Campello, membre de la Selecció Valenciana de Pilota del 1997, 1998, 1999, 2002, 2004, 2006 i 2007.
- Santi de Finestrat, membre de la Selecció Valenciana de Pilota del 2004, 2006 i 2007.
- Sergi d'Agost (treure de Palma)
- Aaron de Laguar (treure de Palma)
- Kike de Laguar "el Negra" (Rest)
- Borja de Laguar "Penyeta Segon" (Rest)
- Gaizka del Pais Vasc (treure)
- Josep Miquel de Laguar (Rest)
- Marc de Laguar"Severino" (Rest)
- Damia de Laguar "Miano" (treure de Palma)
- Pau Monleon de Laguar (treure de Palma)
- Roberto de Laguar "Berteli" (Rest)
- Vicent de Laguar (Rest)
- Ricky de Laguar"Gussi" (Rest)
- Joan de Laguar "Rull Segon" (Rest)
- Carlos de Laguar "X.carrer baix"
- Pau de Laguar "x.barranc" (Treure Bragueta)
- Héctor de Laguar "Pepic/Nadalet Segon" (rest/jugador profesional de EIC)
- Juanjo de Laguar "Galtes" (Rest)
- Jordi de Laguar "Penyeta primer" (Rest)
- Juanje de Laguar "Fagequi Primer"

(Treure/Rest)
- Paco de Laguar "Fagequi Segon"(Rest)
- Jose de Laguar "Mixet" (Rest/Despenjador)
- Pau de Laguar "Pajarito II" (Rest)
- Ruben de Laguar "Cobos" (Rest)
- Peret de Laguar (rest)
- Daniel de Laguar "fagequi tercer" (rest)

### Retirats
- Tonico, membre de la Selecció Valenciana de Pilota 1993 i 1994
- Xiquet de Llanera
- Paco de laguar (resto)
- Barraca d'Altea
- Ripo de Sanet
- El blanco de Laguar (treure)
- Riera de Laguar (Feridor de perxa)
- El Penya de Benimeli
- Calavera de Verger (Avanpasat de la saga dels Miramar,jugadors de Raspall)
- El Pato d'Orba (treure)
- El mestre d'Orba
- El Conill d'Orba (avi de Conillet, jugador profesional de EIC)

## Competicions
- Lliga a Llargues d'Alacant
- Lliga a Palma
- Lliga a Perxa
- Cicuit a Llargues la Bolata
- Champions de Llargues